# Reed Whittemore
Edward Reed Whittemore II (* 11. September 1919 in New Haven, Connecticut; † 6. April 2012 in Kensington, Maryland) war ein US-amerikanischer Hochschullehrer, Dichter und Schriftsteller, der von 1964 bis 1965 sowie erneut zwischen 1984 und 1985 Poet Laureate der Library of Congress war. Er wurde zudem 1975 Mitglied der American Academy of Arts and Sciences.

## Leben
Edward Reed Whittemore II, Sohn von Edward Reed Whittemore und dessen Ehefrau Margaret Eleanor Carr Whittemore, begann nach dem Schulbesuch zunächst ein grundständiges Studium an der Yale University, das er 1941 mit einem Bachelor of Arts (A.B.) beendete. Nach dem Eintritt der Vereinigten Staaten in den Zweiten Weltkrieg trat er 1941 in die US Army Air Forces (USAAF) ein und wurde zuletzt zum Hauptmann (Captain) befördert. Nach Kriegsende veröffentlichte er 1946 mit Heroes & Heroines seine erste Gedichtsammlung. Zudem absolvierte er 1946 ein postgraduales Studium an der Princeton University und nahm nach dessen Abschluss 1947 eine Professur für englische Sprache am Carleton College an, wo er bis 1966 lehrte. Während dieser Zeit fungierte er zwischen 1962 und 1964 als Leiter der dortigen Abteilung für Anglistik.
Whittemore war von 1964 bis 1965 erstmals Poet Laureate der Library of Congress und danach zwischen 1966 und 1968 Mitarbeiter des National Institute Public Affairs. Er war zudem 1967 Inhaber des Bain-Swiggett-Lektorats der University of Princeton. 1968 übernahm er eine Professur an der University of Maryland und lehrte dort bis 1984. Neben seiner Lehrtätigkeit arbeitete er zwischen 1969 und 1974 als Literaturredakteur der Wochenzeitung The New Republic. 1971 verlieh ihm das Carleton College einen Doctor of Letters (D.Litt.) und er wurde darüber hinaus 1971 mit der Award of Merit Medal der American Academy of Arts and Letters ausgezeichnet. Er wurde zudem 1975 Mitglied der American Academy of Arts and Sciences. Nachdem er zwischen 1984 und 1985 zum zweiten Mal Poet Laureate der Library of Congress war, fungierte er von 1985 bis 1988 als Poet Laureate des Bundesstaates Maryland.
Aus seiner am 3. Oktober 1952 mit Helen Lundeen geschlossenen Ehe gingen zwei Töchter und zwei Söhne hervor.

## Veröffentlichungen
Neben zahlreichen Gedichtsammlungen veröffentlichte er biografische und literaturkritische Werke über William Carlos Williams, Jack London, Upton Sinclair, John Dos Passos und Allen Tate. Zu seinen Werken gehören:
- Heroes & Heroines (1946, Gedichte)
- An American Takes a Walk (1956, Gedichte)
- The Self-Made Man (1959, Gedichte)
- The Boy from Iowa (1962, poetry)
- Poems, New and Selected (1967, Gedichte)
- Fifty Poems Fifty (1970, Gedichte)
- The Mother’s Breast and the Father’s House (1974, Gedichte)
- William Carlos Williams: Poet from Jersey (1975, Biografie)
- The Feel of Rock: Poems of Three Decades (1982, Gedichte)
- The Past, the Future, the Present: Poems Selected and New (1990, Gedichte)
- Six Literary Lives: The Shared Impiety of Adams, London, Sinclair, Williams, Dos Passos, and Tate (1992, Literaturkritik)
- Against the Grain: The Literary Life of a Poet (2007, Autobiografie)